# Leksands landskommun
Leksands landskommun var en tidigare kommun i dåvarande Kopparbergs län (numera Dalarnas län).

## Administrativ historik
I Leksands socken i Dalarna inrättades denna kommun år 1863.
Den 1 maj 1875 utbröts ett område kallat Näsbygge fjärding och bildade Siljansnäs landskommun.
Den 11 november 1904 inrättades Leksands-Norets municipalsamhälle som upplöstes med utgången av år 1966. 
Landskommunen ingår sedan 1971 i Leksands kommun.

### Kyrklig tillhörighet
I kyrkligt hänseende tillhörde kommunen Leksands församling och Djura församling.

## Kommunvapen
Blasonering: I fält av guld en svart nyckel.
Vapnet fastställdes 1950.

## Geografi
Leksands landskommun omfattade den 1 januari 1952 en areal av 911,32 km², varav 824,04 km² land.

### Tätorter i kommunen 1960
| Tätort       | Folkmängd |
| ------------ | --------- |
| Leksand      | 2 923     |
| Häradsbygden | 747       |
| Tällberg     | 535       |
| Djura        | 416       |
| Ullvi        | 385       |
| Tibble       | 336       |
| Västanvik    | 282       |
| Yttermo      | 250       |
| Hjortnäs     | 213       |

Tätortsgraden i kommunen var den 1 november 1960 67,9 procent.

## Politik

### Mandatfördelning i Leksands landskommun 1938-1966
| 14 | 3 | 8 | 5 |

| 28 |

| 13 | 6 | 7 | 4 |

| 28 |

| 13 | 6 | 7 | 4 |

| 28 |

| 16 | 6 | 10 | 3 |

| 34 |

| 15 | 5 | 9 | 6 |

| 32 |

| 14 | 8 | 7 | 6 |

| 32 |

| 15 | 8 | 7 | 5 |

| 32 |

| 13 | 10 | 6 |  | 5 |

| 31 |

### Mandatfördelning i Leksands Norets municipalsamhälle 1962
| 12 | 8 | 10 |

| 26 |